# Suimanga de Vigors
El suimanga de Vigors (Aethopyga vigorsii) és un ocell de la família dels nectarínids (Nectariniidae).

## Hàbitat i distribució
Habita boscos, clars, vegetació secundària i terres de conreu als turons i muntanyes de l'oest de l'Índia.

## Taxonomia
Ha estat considerat una subespècie del suimanga escarlata (Aethopyga siparaja), però avui es consideren espècies diferents.